# Fernando Kurniawan
Fernando Kurniawan (* 5. Juni 1988 in Palembang) ist ein indonesischer Badmintonspieler, der später für Hongkong startete. 

## Karriere
Fernando Kurniawan wurde 2008 Zweiter bei den New Zealand Open und bei den indonesischen Nationalspielen. Im gleich Jahr gewann der den Smiling Fish in Thailand. 2011 stand er im Finale des Herrendoppels der St. Petersburg White Nights, unterlag dort aber seinen Landsleuten Rian Sukmawan und Rendra Wijaya.

## Sportliche Erfolge
| Saison | Veranstaltung               | Disziplin    | Platz | Name                                |
| ------ | --------------------------- | ------------ | ----- | ----------------------------------- |
| 2008   | New Zealand Open            | Herrendoppel | 2     | Fernando Kurniawan / Lingga Lie     |
| 2008   | Smiling Fish                | Herrendoppel | 1     | Fernando Kurniawan / Lingga Lie     |
| 2008   | Singapur International      | Herrendoppel | 1     | Fernando Kurniawan / Lingga Lie     |
| 2008   | PON XVII                    | Herrendoppel | 2     | Fernando Kurniawan / Mohammad Ahsan |
| 2011   | St. Petersburg White Nights | Herrendoppel | 2     | Fernando Kurniawan / Wifqi Windarto |
| 2011   | Vietnam International       | Herrendoppel | 1     | Fernando Kurniawan / Wifqi Windarto |